# Гамбург-Луруп
Луруп (нім. Lurup) — частина району Альтона вільного та ганзейського міста Гамбург. У 1927 році Луруп був об'єднан з містом Альтона. У 1938 році, за часів нацистської Німеччини, після прийняття «Закону Великого Гамбурга» (нім. Groß-Hamburg-Gesetz) Луруп (у складі Альтони) був об’єднан з Гамбургом.